# Fredens Kirke (Paamiut)
 For alternative betydninger, se Fredens Kirke. (Se også artikler, som begynder med Fredens Kirke)
Fredens kirke (Eqqissinerup oqaluffia) er en kirke i byen Paamiut, som ligger i Paamiut Kommune sydvest i Grønland.
Kirken er bygget i 1909, og er en af byens ældste bygninger. Kirken er lavet i samme stil som norske stavkirker, og er tegnet af Helge Bojsen-Møller. Den er bygget ud og forlænget flere gange. Foran kirken er der et mindesmærke for misionæren og zoologen Otto Fabricius som var missionær i Paamiut fra 1768 til 1774. 